# Night Train to Lisbon
Night Train to Lisbon (en España, Tren de noche a Lisboa) es una película dramática de coproducción internacional del 2013 dirigida por Bille August y protagonizada por Jeremy Irons. Es una adaptación del libro Night Train to Lisbon, del escritor Pascal Mercier, cuyo guion fue escrito por Greg Latter y Ulrich Herrmann. La película se centra en la vida de un profesor suizo que, tras salvar la vida de una mujer, abandona la docencia y se embarca en un viaje para conocer a un escritor en Lisboa que le plantea dudas existenciales. Se estrenó en el 63.º  Festival Internacional de Cine de Berlín.